# Charles de Foucauld
Charles de Foucauld (Straatsburg, 15 september 1858 - Tamanrasset (Algerije), 1 december 1916) was een Frans soldaat, ontdekkingsreiziger, taalkundige, trappist en heremiet. Hij is grondlegger van een nieuwe christelijke spiritualiteit die hij de "weg van Nazareth" noemde. Hierin staat het navolgen van de "verborgen Jezus" zoals deze in de jaren tot aan zijn openbare optreden leefde, centraal. Foucauld verliet het trappistenklooster om dichter bij de armen te zijn. Hij slaagde er niet in om een congregatie te stichten, maar na zijn dood vond zijn levenswijze erkenning en navolging. In 2005 werd hij zalig verklaard en op 15 mei 2022 heilig.

## Biografie

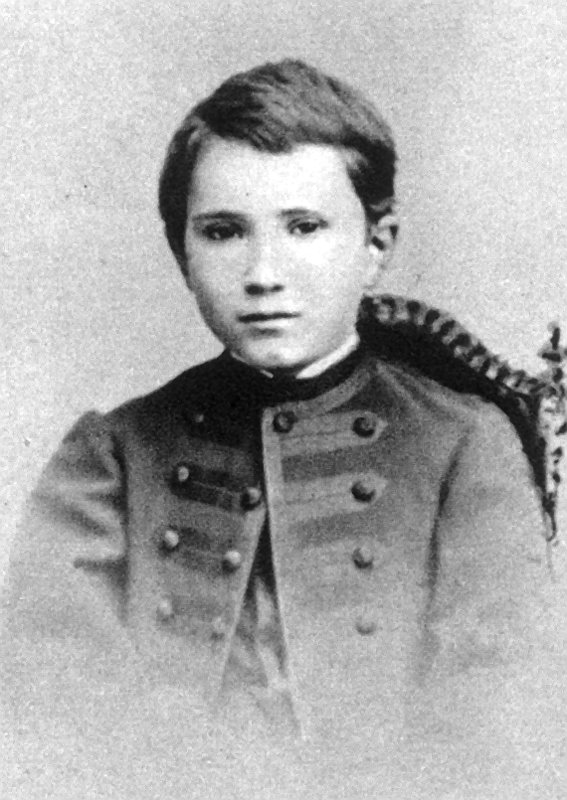
14 jaar oud

Charles de Foucauld werd op 15 september 1858 geboren in Straatsburg. Toen hij zes jaar was werd hij wees. Zijn moeder stierf door een miskraam en zijn vader overleed aan tuberculose. Samen met zijn jongere zus werd hij opgevoed door zijn grootouders. In 1866 ging hij naar het bisschoppelijk college te Straatsburg, vanwaar hij enkele jaren later overging naar het lyceum aldaar. Zijn leraren hadden een verschillend oordeel over hem. Sommigen vonden hem onverschillig, anderen onstuimig. Ook werd hij omschreven als intelligent en ijverig. In de zomer van 1869 maakte hij op vakantie kennis met zijn nicht Marie. Die was acht jaar ouder en had veel invloed op hem. In 1870 werd de familie genoodzaakt om te verhuizen naar Zwitserland, vanwege de Frans-Duitse Oorlog. Doordat Duitsland de Elzas annexeerde, konden ze niet terugkeren naar hun woning in Straatsburg. Ze verhuisden via Bern naar Nancy alwaar Foucauld zijn middelbare studies voltooide in 1874. In de tussentijd verloor hij zijn geloof en trok zich graag terug in boeken.

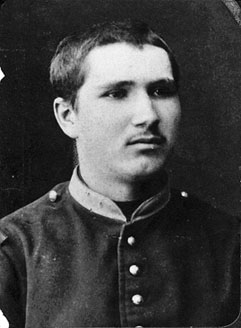
als officier in het leger

Hij wilde het leger in en volgde hiertoe nog een andere opleiding in een strenger instituut. In maart 1876 werd hij daar verwijderd vanwege zijn gedrag. Na het gebruikelijke toelatingsexamen in oktober begon hij zijn officiersopleiding aan de École spéciale militaire de Saint-Cyr. In 1878 stierf zijn grootvader, die hem een groot bedrag naliet als erfenis. Tijdens zijn vervolgopleiding bij de cavalerie in Saumur, gaf hij zich volop over aan de geneugten van het leven. Zijn kamer werd bekend vanwege de diners. In 1880 werd hij ingedeeld bij het 4e regiment huzaren als onderluitenant. Foucauld hield er een liederlijke levenswijze op na en werd na acht maanden ontslagen, vanwege gebrek aan discipline. Hij vertrok met zijn maîtresse Marie Cardinale naar Évian-les-Bains. Zijn eenheid was ondertussen verplaatst naar Algerije, en raakte daar betrokken in een opstand van de plaatselijke bevolking. Daarop meldde Foucauld zich terug in Parijs, om meteen weer dienst te mogen nemen. Hij vocht acht maanden mee. Hij nam ontslag in 1882 om ontdekkingsreiziger te worden.

### Bekering
Voor hij in 1883 op ontdekkingsreis mocht, werd hij door zijn familie eerst een jaar lang onder curatele gesteld. In juni 1883 trok hij vermomd als rabbijn door de binnenlanden van Marokko. Voor deze prestatie, en ook vanwege zijn wetenschappelijk onderzoek, kreeg hij in 1885 de gouden medaille van het Franse Geografisch Genootschap.
Bij zijn terugkeer in 1884 greep de rusteloosheid hem weer aan. Hij woonde opnieuw samen met zijn maîtresse en nam zijn oude leventje weer op. Ook kwam hij weer in contact met zijn nicht Marie. Zij bracht hem in contact met de Franse katholieke geestelijke (abbé) Henri Huvelin, en hij bekeerde zich in oktober 1886. Terwijl in 1888 het verslag van zijn ontdekkingsreis ter perse ging, begon hij zich te bezinnen op de betekenis van het Rooms-katholieke geloof voor hem. Hij trad in contact met een trappistenklooster, en maakte dat jaar een pelgrimstocht naar het Heilige Land. Daar kreeg zijn spiritualiteit rond het verborgen leven van Christus vorm. Na lang zoeken trad hij in 1889 in bij de trappisten van Notre-Dame des Neiges in de Ardèche. Hieraan was een dochterklooster in Syrië verbonden. In 1890 nam Foucauld afscheid van zijn familie en van Marie. Enige tijd later werd hij naar het dochterklooster in Syrië gezonden. In 1896 verliet hij de abdij, omdat hij daar niet kon vinden wat hij zocht.

### Kluizenaar

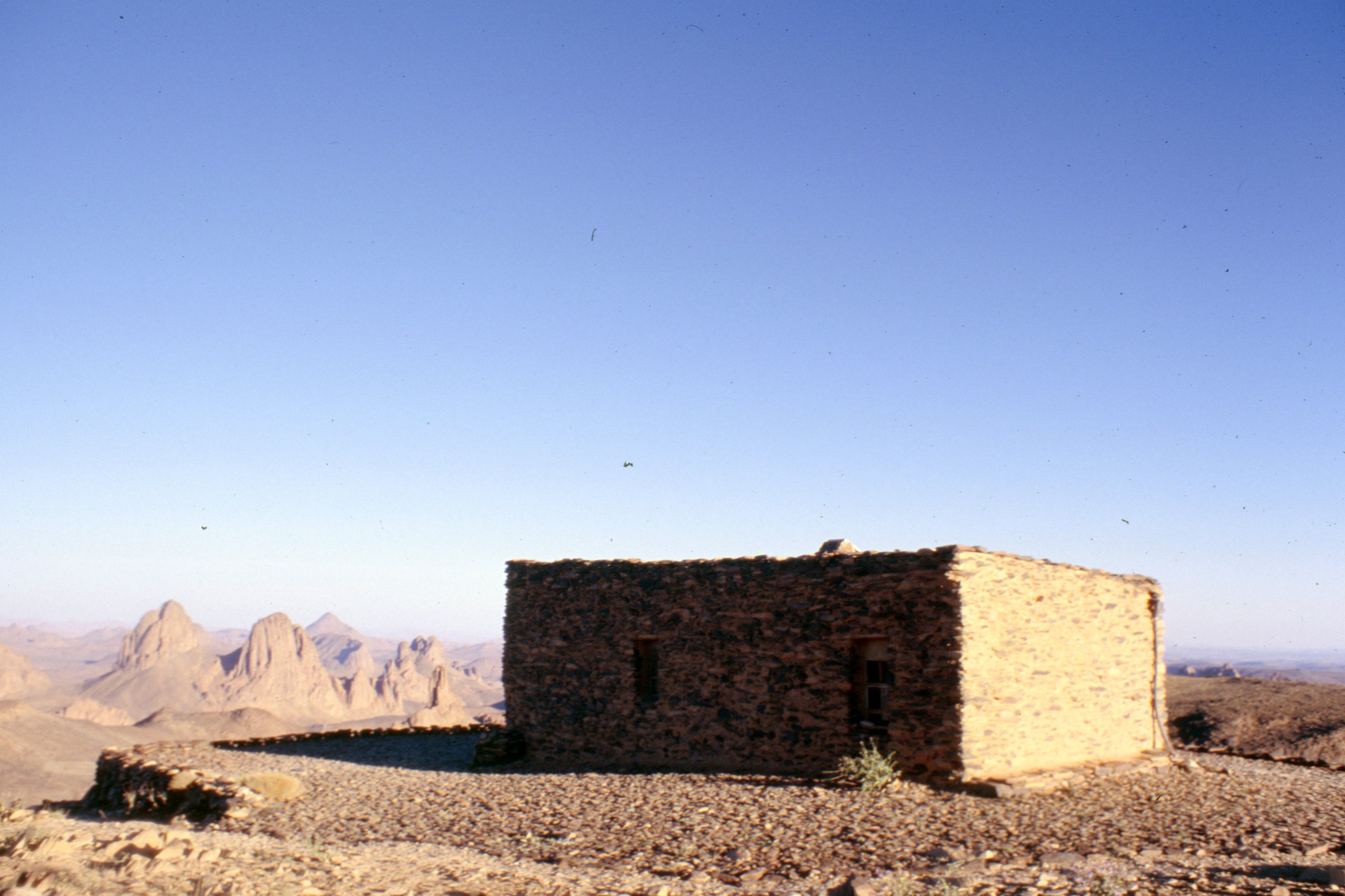
Kluizenarij op het Assekremplateau

Tussen 1896 en 1901 werkte Foucauld grotendeels als knecht bij de clarissen in Nazareth, waar ook zijn droom van een leven zoals dat van de Heilige Familie in Nazareth tot rijping kwam. Hij schreef er een leefregel voor de Kluizenaars van het heilig Hart van Jezus. In 1900 werd hij tot subdiaken gewijd en op 9 juni 1901 tot priester. Op 9 september 1901 vertrok hij naar Béni Abbès in Algerije om daar tussen de moslims te leven, om zo van Christus te getuigen. In 1902 besefte hij dat de leefregel die hij in Nazareth had opgesteld veel te streng was. Hij schreef een nieuwe regel voor de kleine broeders en kleine zusters van het Hart van Jezus, ter voorbereiding van actief missiewerk door gebed, voorbeeld en vriendelijkheid.

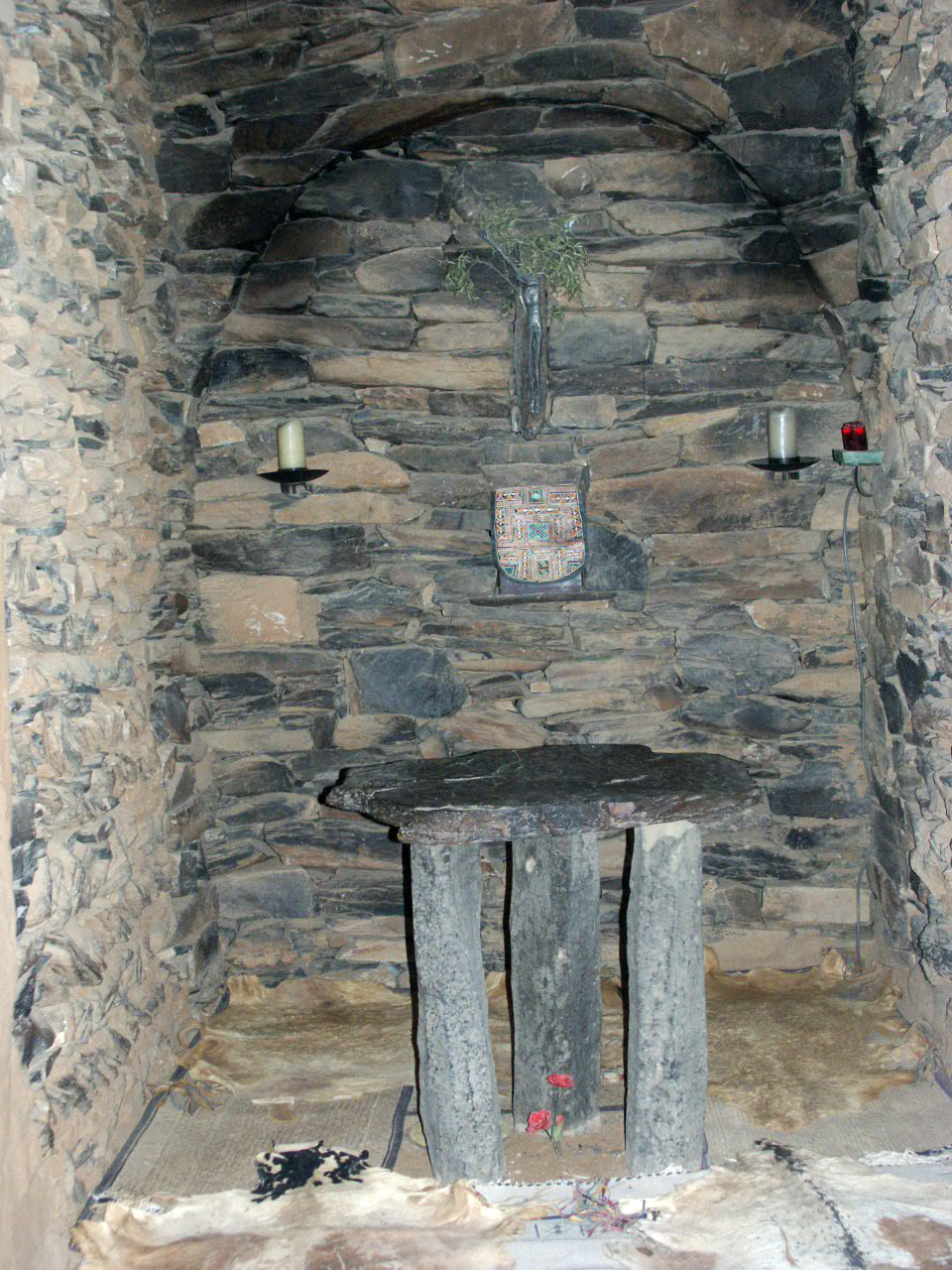
Interieur van de kluizenarij

In 1904 kwam Foucauld in contact met de Toearegs in het Ahaggar gebergte en bezocht hij voor het eerst Tamanrasset. In die tijd schreef hij een woordenboek Toeareg–Frans, vanuit zijn opvatting dat de missionarissen de taal van het volk moesten spreken, voordat ze aan de missie begonnen. In 1951 werd dit woordenboek postuum gepubliceerd in vier delen. Tamanrasset werd van 1907 tot aan zijn dood in 1916 zijn verblijfplaats. Gedurende die periode ging hij in 1909 naar Frankrijk, in de hoop metgezellen te vinden voor de gemeenschap die hij wilde stichten. Met diezelfde hoop keerde hij nog enkele keren naar Frankrijk terug, maar steeds met weinig succes. In 1911 bouwde hij zijn kluizenarij op het plateau Assekrem (2780 m) in de Ahaggar (80 km van Tamanrasset in het zuiden van Algerije).
In 1916 brak een opstand uit onder de Toearegs. Op 1 december van dat jaar vielen leden van een van de stammen zijn hut in Tamanrasset binnen. Foucauld werd naar buiten geroepen, geboeid, en onder bewaking voor zijn kluis geplaatst, terwijl anderen de kluis plunderden. Plots ontstond er verwarring toen men twee gedaanten zag opduiken. De bewaker verloor zijn tegenwoordigheid van geest en loste een schot. Foucauld viel dood neer.

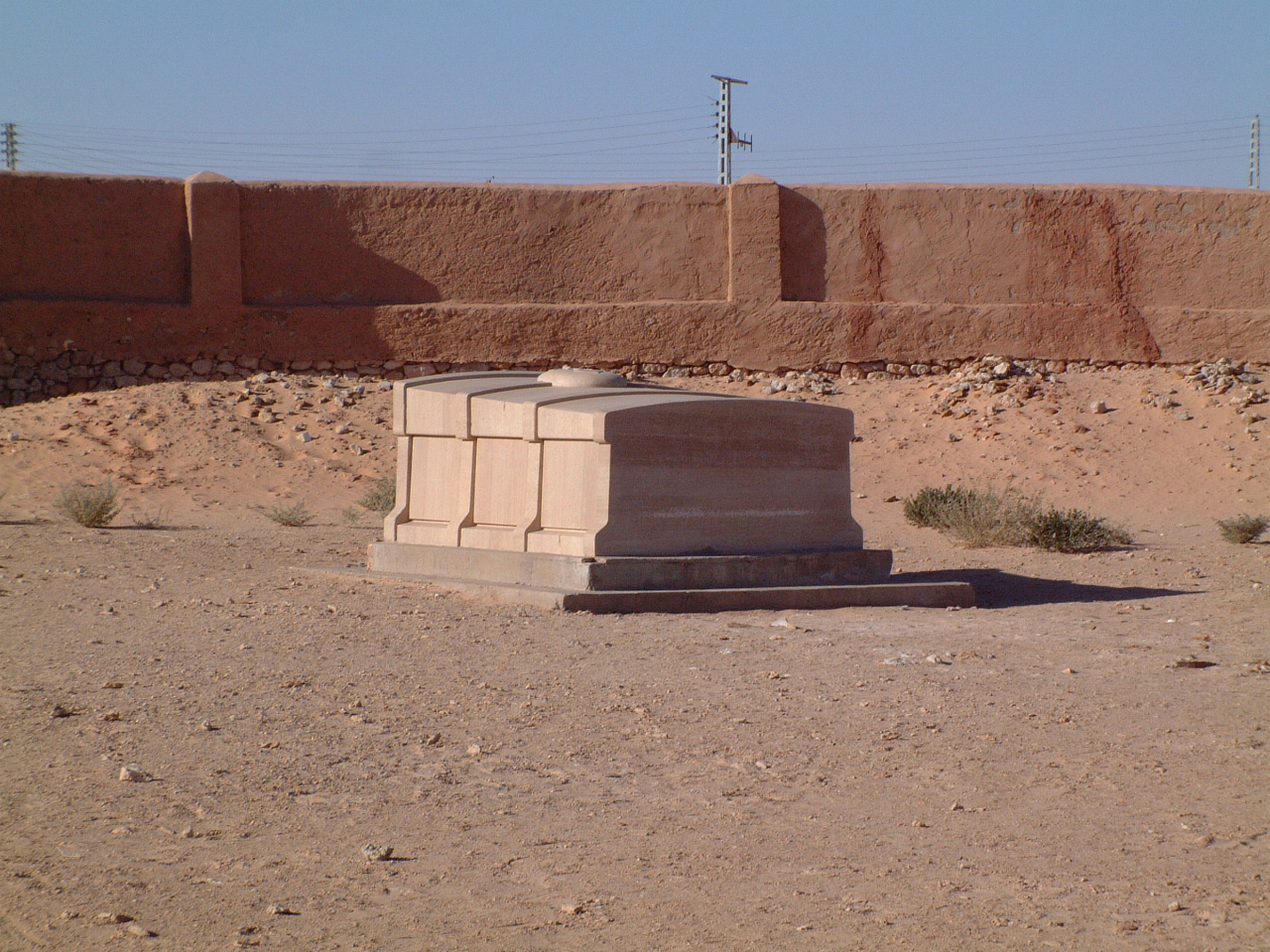
Graf in El Menia, Algerije

## Spiritualiteit

### Navolging van de "verborgen Christus"
Charles de Foucauld ontwikkelde een eigen spiritualiteit. Op zijn bedevaart naar Bethlehem, en tijdens zijn verblijf in het klooster in Syrië, rijpte zijn voorstelling van het leven van Christus in Nazareth: een man die jarenlang leefde als arme en stille arbeider in Nazareth, voordat hij begon met zijn publieke optreden. De navolging van Jezus vereiste volgens Foucauld radicale armoede en een manier van leven, werken en kleden zoals de armen. Foucauld wilde niet alleen de als onwenselijk ervaren afstand klooster-wereld (monniken versus armen) afschaffen, maar ook het verschil in dagtaken tussen priester en broeder.

### Eucharistische Christus
Hij noemde de eucharistie Bethlehem en Calvarië, en verbond met de aanbidding van het Allerheiligste Sacrament de voortdurende dialoog met God. Daarom stelde hij in zijn Directoire de dagelijkse aanbidding als centraal moment van de dag verplicht. De dialoog met God, het gebed, baseerde Foucauld op Theresa van Avila. Hij verwachtte het aanhouden van regelmatige gebedstijden, een retraite, het lezen van geestelijke literatuur en overwegen van de bijbel, meemaken van catechese en de devotie tot het Heilig Hart.

### Kerk als bruid van Christus
Voor Foucauld is de Kerk de bruid van Christus. Zijn houding jegens de Kerk en de Hiërarchie werd bepaald door Jezus' vertelling aan de apostelen: "Wie naar u luistert, luistert naar Mij" (Luc 10,16). Het magisterium (leergezag) van de kerk moet met eerbied tegemoet worden getreden, vond Charles. In het verlengde daarvan meende hij dat elke christen een geestelijk leidsman nodig had en deze trouw zou moeten zijn.

### Apostolaat
Onlosmakelijk verbonden met het christelijke leven is volgens Foucauld het apostolaat. Het ging er volgens hem niet om apologeet te zijn, dat wil zeggen door discussie te overtuigen. Het zou integendeel nodig zijn te missioneren door eenvoudig aanwezig te zijn tussen de mensen, en door evangelisch te leven een voorbeeld te zijn en aantrekkingskracht op anderen uit te oefenen.

## Invloed
Foucauld had tijdens zijn leven geen medebroeders. Pas in 1932 kregen de eerste volgelingen hun kleed. Deze gemeenschap noemde zich de kleine broeders van Jezus en was gesticht door René Voillaume. Die stichtte ook nog de kleine broeders van het Evangelie. Onder zijn invloed stichtte kleine zuster Magdeleine de kleine zusters van Jezus in 1939. Minder bekend is de congregatie van de kleine zusters van het Heilig Hart die in dezelfde periode ontstond.
Daarnaast ontstonden her en der nog vele andere gemeenschappen. Zo ontstonden lekenfraterniteiten, gemeenschappen van leken die in de geest van Foucauld willen leven, en seculiere instituten en priesterfraterniteiten. In België staat een jongerenfraterniteit open voor jeugd die in de geest van Foucauld wil leven. Een voorbeeld van zo'n beweging die in de geest van Foucauld tracht te leven is 'Les Fraternités Monastiques et Laïques de Jérusalem'. De stichter van deze beweging, pater Pierre-Marie Delfieux, trok zelf naar Tamanrasset waar Charles de Foucauld had geleefd.
Er bestaan op verschillende plaatsen gemeenschappen die in de geest van Foucauld trachten te leven.
Foucauld heeft ook indirect invloed uitgeoefend op de christelijke spiritualiteit. Jan Vermeire, de stichter van Poverello, vond zijn 'roeping' na het lezen van Au coeur des masses van René Voillaume. Hoewel de gemeenschap Poverello los staat van de Associatie van gemeenschappen van Foucauld, is de spiritualiteit er sterk door beïnvloed.
In Nederland zijn verscheidene scoutinggroepen vernoemd naar Charles de Foucauld, maar later veelal gefuseerd met andere of opgeheven. In Spijkenisse is een mavo-school naar hem genoemd.
Op 13 november 2005 werd Charles de Foucauld door Benedictus XVI zalig verklaard. Met de erkenning in mei 2020 van een mirakel door paus Franciscus, werd de weg vrijgemaakt voor zijn heiligverklaring. Op vrijdag 4 maart maakte Paus Franciscus bekend dat deze heiligverklaring zal plaatsvinden op 15 mei 2022.